# Condé-Folie
Condé-Folie é uma comuna francesa na região administrativa de Altos da França, no departamento de Somme. Estende-se por uma área de 10,37 km². Em 2010 a comuna tinha 927 habitantes (densidade: 89,4 hab./km²).